# Национальный деятель искусств Таиланда
Национальный деятель искусств (тайск. - ศิลปินแห่งชาติ) – звание, премия и знак отличия для деятелей искусств, внесших значительный вклад в развитие культурной жизни Таиланда.

## История
Проект стартовал в 1985 году. 24 февраля 1986 «Национальный Комитет Культуры» (организация, созданная в 1979 году для защиты культурной идентичности тайского этноса от внешних воздействий культурных и политических течений ) провозгласила короля Таиланда Пхумипона Адульядета «Величайшим деятелем искусств» за заслуги в поддержке тайского искусства и усилий по сохранению культурного наследия. 
С тех пор 24 февраля каждого года является «Национальным днем творца».

## Порядок присуждения премии
Экспертная комиссия, Национальные деятели искусств, специалисты по каждому из четырех направлений предлагают номинантов «Управляющему комитету», который согласует список с «Национальным Комитетом Культуры», который является составной частью «Министерства Образования». После реформы Министерства Культуры премия «Национальный деятель искусств» стала находиться в ведении «Фонда Популяризации Культуры», «Департамента пропаганды культуры» Министерства Культуры.

### Номинации
Звание вручается по четырем направлениям: Изобразительное искусство, архитектура, литература и сценическое искусство. 

#### Изобразительное искусство
Номинируются объекты двухмерного или трехмерного искусства, в частности могут представлены: живописные и графические полотна; скульптуры из различных материалов, а также резьба по различным материалам; отпечатки на различных материалах, выполненные по различным технологиям; художественная фотография, в том числе коллажи, созданные самостоятельно с использованием различных технологий. 

#### Архитектура
Могут быть номинированы сооружения или проекты сооружений в традиционном или современном стиле. Может оцениваться как художественная ценность проекта, так и инженерное изящество решения архитектурных задач. 

#### Сценическое искусство
Отдельно рассматриваются театральное искусство (драма, пантомима, кукольный театр, номера с животными и т.д.), музыкальное творчество (в свою очередь разделяется на две ветви: тайская музыка  и современная), сценический фольклор (этнические танцы, песни и т.д.).

## Цели
Целью создания данного проекта является развитие национального искусства путем чествования деятелей культуры, создающих ценные объекты культуры и пользующихся популярностью за свое творчество. Также организаторы призывают граждан поддерживать деятелей искусств, призывают творцов создавать произведения, оказывая им моральную поддержку. 

### Поощрение
В качестве награды вручаются почетный знак и ежемесячная стипендия в размере 20 000 батов. Также на победителей оформляется медицинская страховка, покрывающая медицинские расходы в случае несчастных случаев или заболеваний, а также расходы на проведение торжественных похорон на сумму 100 000 батов. 

### Обязанности
Обладатели звания «Национальный деятель искусств» обязаны передавать свои знания, навыки и технологии молодым поколениям, а также продолжать заниматься творческой деятельностью, а также вести консультационную деятельность в своей сфере искусства. 
Наложенные на лауреатов обязанности позволяют документировать методы и приемы работы а также стимулируют творцов к участию в культурных фестивалях и иной деятельности. 

## Музей
Некоторые экземпляры творений лауреатов премии хранятся и выставляются на постоянной основе в «Музее Лучших Творцов» (Supreme Artist Hall, หออัครศิลปิน). Музей расположен в культурном кластере в провинции Патхумтхани, к северу от Бангкока и бесплатен для посещения.

## Наградной знак

### Описание

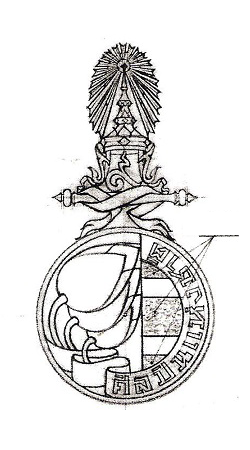

В левой половине круга расположены три цветка лотоса. На ленте, вьющейся по окружности выгравированы слова «Национальный деятель искусств», большей частью расположенные на правой части круга, изображающей тайский флаг. Над кругом представлены символы королевской власти. 

### Толкование
Почетный знак призван отобразить плодовитость творца, создающего объекты искусства в национальном стиле на благо своей страны по благословлению короля Таиланда.

## Известные лауреаты
Звание Национальный деятель искусств носит один из самых известных тайских художников Пхыа Харипхитхак.